# Bantustão
Um bantustão (em africâner: bantoestan) era um território segregado para negros na África do Sul e no Sudoeste Africano (atual Namíbia; na época, sob administração sul-africana), um dos pilares da política de apartheid adotada no final da década de 1940. Dez bantustões foram criados na África do Sul, e dez no Sudoeste Africano, com o propósito de concentrar os membros de grupos étnicos designados, tornando cada um desses territórios etnicamente homogêneo como base para a criação de Estados autônomos.
O termo foi usado pela primeira vez no final da década de 1940, cunhado a partir de bantu (que significa pessoas em várias línguas bantas) e o sufixo -stão, que significa "terra" ou nação" em persa.
Quatro dos bantustões da África do Sul — Transquei, Boputatsuana, Venda e Cisquei (os chamados "Estados TBVC") — foram declarados independentes, mas não foram reconhecidos fora da África do Sul. Outros bantustões sul-africanos (como Cuazulo, Leboua e QwaQwa) receberam autonomia parcial, mas não chegaram a ser independentes. No sudoeste da África, Ovambolândia, Cavangolândia e Caprivi do Leste receberam autonomia. Os bantustões foram abolidos com o fim do apartheid e foram reanexados à África do Sul em 1994.

## Antecedentes
A discriminação e a segregação racial eram legalmente aceitas na África do Sul desde antes da implantação das políticas de apartheid. Várias normas legais anteriores, promulgadas em 1913 e 1936, reservavam para o uso da população negra algumas áreas de terra espalhadas pelo país.
Já em 1930, o governo de J. Barry Hertzog, primeiro-ministro entre 1924 e 1939, procurava minar o voto dos habitantes mestiços ao conceder o direito ao sufrágio às mulheres brancas, mas não às de cor. Isso enfraqueceu significativamente a capacidade do eleitorado não-branco de influenciar as decisões políticas do país.
No entanto, foi em 1948 quando a legislação na matéria recebeu um impulso decisivo, quando se deu a eleição eleitoral que deu por vencedor ao Partido Nacional, liderado por Daniel Malan. Deve-se notar que em 1948 e 1953 o Partido Nacional ganhou assentos no parlamento, mas não ganhou votos. Após o direito de voto para as minorias mestiças e a maioria negra ser finalmente retirado em 1953, este paradoxo não voltou a apresentar-se. Este grupo tinha expressamente incluído uma política de extensão e expansão da segregação racial, que era chamada de apartheid, entre os princípios básicos da sua plataforma.
O objetivo das políticas de apartheid não era apenas separar os habitantes não-brancos dos brancos, mas também os diferentes grupos de não-brancos uns dos outros, ou seja, estender a segregação também aos outros grupos étnicos que povoavam a região. Além dos nativos africanos, havia grupos de origem mista e asiática, sendo estes últimos principalmente de ascendência indiana e malaia.
O Partido Nacional, ao chegar ao poder, assumiu inicialmente uma agenda legislativa que ficou conhecida como o "pequeno apartheid". A primeira lei do estágio do pequeno apartheid foi a Lei de Proibição de Casamentos Mistos nº 55 de 1949, que proibia casamentos de brancos com não-brancos. Isto foi seguido pela Lei de Imoralidade nº 21 de 1950, que regulamentou até mesmo as atividades privadas dos cidadãos, proibindo "fornicação ilegal" e "qualquer ato imoral e indecente" entre uma pessoa branca e uma pessoa africana, indiana, ou de cor.
Em seguida, o governo começou a criar o chamado "grande apartheid", que envolvia a separação física de grupos étnicos. Inicialmente, a ênfase foi colocada na separação racial dentro dos centros urbanos. A Lei de Registro de População Nº. 30 de 1950 exigia que cada habitante fosse classificado como branco, negro ou de cor (ou seja, de raça mista); mais tarde, o rótulo "asiático" também foi adicionado, sob uma seção especial que se referia a esses habitantes declarando-os "sem direitos históricos no território".
Esse registro foi seguido pela Lei de Áreas do Grupo N° 41 de 1950, que atribuiu diferentes áreas das cidades às residências e empresas de cada grupo étnico. Como resultado dessas leis, em pouco tempo um milhão e meio de pessoas que, considerou-se, viviam no lugar errado, foram expulsas de suas cidades e enviadas para cidades-satélites ou townships.
A Lei da Autoridade Banta Nº 68 de 1951 restabeleceu uma série de organizações tribais, previamente dissolvidas, para que pudessem representar os interesses da população negra no futuro, ao mesmo tempo em que o Conselho de Representação Nativa fosse dissolvido. A Lei dos Nativos nº 62 de 1952, conhecida como a Lei do Passe, proibia o simples deslocamento físico de negros das áreas rurais para as cidades. Isso exigiu permissão prévia das autoridades. No caso de um negro ter um passe de visitante, sua permanência na cidade era limitada a três dias, a menos que nesse tempo ele conseguisse um emprego.
Como um meio de resseguro para a implementação de tais medidas foi sustentável ao longo do tempo foi finalmente sancionada pela Lei dos Nativos nº 66 de 1956, que negou aos negros o direito de petição e de acionar a justiça caso fossem expulsos de suas casas e transferidos à força para outras áreas do país.

## Criação
As administrações coloniais britânicas do século XIX e os governos sul-africanos subsequentes estabeleceram "reservas" em 1913 e 1936, com a intenção de segregar negros sul-africanos dos brancos. Quando o Partido Nacional chegou ao poder em 1948, o Ministro de Assuntos Nativos (e mais tarde, primeiro-ministro da África do Sul), Hendrik Frensch Verwoerd baseou-se nisso, introduzindo uma série de medidas que reformularam a sociedade sul-africana de tal forma que os brancos seriam a maioria demográfica. A criação das pátrias ou bantustões era um elemento central dessa estratégia, já que o objetivo de longo prazo era tornar os bantustões independentes. Como resultado, os negros perderiam sua cidadania sul-africana e seus direitos de voto, permitindo que os brancos permanecessem no controle da África do Sul.
"O termo 'Bantustão' era usado pelos apologistas do apartheid em referência à divisão da Índia em 1947. No entanto, rapidamente se tornou pejorativo no uso da esquerda e do anti-apartheid, onde permaneceu, enquanto foi abandonado pelo Partido Nacional em favor de homelands (pátrias)."
"Enquanto o apartheid era uma ideologia nascida da vontade de sobreviver ou, diferentemente, do medo da extinção, os líderes africâneres divergiam quanto à melhor maneira de implementá-lo. Enquanto alguns estavam satisfeitos com políticas segregacionistas, colocando-os no topo de uma hierarquia social e econômica, outros realmente acreditavam no conceito de separado, mas igual. Para estes últimos, a justificativa ideológica para a classificação, segregação e negação de direitos políticos era o plano de reservar reservas especiais de terra para negros sul-africanos, mais tarde chamados de "bantustões" ou homelands. Cada grupo étnico teria seu próprio estado com seu próprio sistema político e sua própria economia, e cada um contaria com sua própria força de trabalho. Esses estados independentes coexistiriam com a África do Sul branca em um espírito de amizade e colaboração. Em suas próprias áreas, os cidadãos negros gozariam de todos os direitos."
Verwoerd argumentou que os bantustões eram os "lares originais" dos povos negros da África do Sul. Em 1951, o governo de Daniel Malan introduziu a Lei de Autoridades Bantas para estabelecer "pátrias" destinadas aos grupos étnicos negros do país. Estes representavam 13% das terras do país, sendo o restante reservado para a população branca. As terras natais eram dirigidas por líderes tribais cooperativos, enquanto chefes não cooperativos eram depostos à força. Com o tempo, uma elite negra dominante emergiu com um interesse pessoal e financeiro na preservação das terras natais. Embora isso tenha ajudado a estabilidade política dos países de origem até certo ponto, sua posição ainda dependia inteiramente do apoio sul-africano.
O papel das pátrias foi ampliado em 1959 com a aprovação da Lei de Autogoverno Bantu, que estabeleceu um plano chamado "Desenvolvimento Separado". Isso permitiu que as pátrias se estabelecessem como estados autônomos e quase independentes. Este plano foi intensificado pelo sucessor de Verwoerd como primeiro-ministro, John Vorster, como parte de sua abordagem "iluminada" do apartheid. No entanto, a verdadeira intenção dessa política era cumprir o plano original de Verwoerd de tornar os negros da África do Sul nacionais das pátrias e não da África do Sul - removendo assim os poucos direitos que ainda tinham como cidadãos. As pátrias foram encorajadas a optar pela independência, pois isso reduziria muito o número de cidadãos negros da África do Sul. O processo foi completado pela Lei de Cidadania das Pátrias Negras de 1970, que formalmente designava todos os negros sul-africanos como cidadãos das pátrias, mesmo que vivessem na "África do Sul branca" e cancelassem sua cidadania sul-africana.
Paralelamente à criação das pátrias, a população negra da África do Sul foi submetida a um programa massivo de remoções forçadas. Estima-se que 3,5 milhões de pessoas foram forçadas a abandonar suas casas desde a década de 1960 até a década de 1980, sendo muitas delas reassentadas nos bantustões.
O governo deixou claro que seu objetivo final era a remoção total da população negra da África do Sul. Connie Mulder, o Ministro das Relações Plurais e Desenvolvimento, disse ao parlamento sul-africano em 7 de fevereiro de 1978: "Se a nossa política for levada à sua conclusão lógica no que diz respeito aos negros, não haverá um homem negro com cidadania sul-africana... Todos os negros na África do Sul acabarão por ser acomodados em algum novo Estado independente neste honroso forma e não haverá mais a obrigação deste Parlamento de acolher politicamente estas pessoas."
Mas esse objetivo não foi alcançado. Apenas uma minoria (cerca de 39% em 1986) da população da África do Sul vivia nos bantustões; os restantes viviam na África do Sul propriamente dita, muitos em favelas nos arredores das cidades sul-africanas.

## Reconhecimento internacional
Os bantustões dentro das fronteiras da África do Sul foram classificados como "autônomos" ou "independentes". Em teoria, os bantustões autônomos tinham controle sobre muitos aspectos de seu funcionamento interno, mas ainda não eram nações soberanas. Os bantustões independentes (Transquei, Boputatsuana, Venda e Cisquei; também conhecidos como estados TBVC) foram planejados para serem totalmente soberanos. Na realidade, eles não tinham infraestrutura econômica digna de menção e, com poucas exceções, abrangiam trechos de território desconectado. Isso significava que todos os bantustões eram pouco mais que estados fantoches controlados pela África do Sul.
Ao longo da existência dos bantustões independentes, a África do Sul permaneceu o único país a reconhecer a independência. No entanto, organizações internas de muitos países, assim como o governo sul-africano, pressionaram por seu reconhecimento. Por exemplo, após a criação do bantustão de Transquei, a Associação Suíça-Sul-Africana encorajou o governo suíço a reconhecer o novo estado. Em 1976, ao ser apresentado um projeto de lei da Câmara dos Representantes dos Estados Unidos pedindo ao presidente para não reconhecer o bantustão de Transquei, o governo sul-africano pressionou intensamente os legisladores a se oporem ao projeto. Enquanto o projeto ficou aquém da necessidade de dois terços dos votos, a maioria simples dos parlamentares apoiou a resolução. Cada um dos Estados TBVC estendeu o reconhecimento aos outros bantustões independentes, enquanto a África do Sul mostrou seu compromisso com a noção de soberania dos estados TBVC, construindo embaixadas nas suas respectivas capitais.

## Vida nos bantustões

### Demografia
Contra sua vontade, três e meio milhões de sul-africanos foram forçados a sair de suas residências para se mudarem para um bantustão. Outras centenas de milhares de pessoas eram considerados "cidadãos" de um bantustão, onde nunca residiram, sendo ao mesmo tempo considerados "estrangeiros" na África do Sul. Em sua totalidade, a população dos dez territórios estabelecidos na África do Sul atingiu, na época de sua abolição, em 1994, a cifra de 16 milhões de habitantes. No caso do Sudoeste Africano, na época da reincorporação dessas áreas ao resto do país, os habitantes dos dez países somavam 1,2 milhão de pessoas.
Diferentemente do caso da Namíbia, onde cada bantustão se estendia sem interrupção, ocupando áreas contínuas, dos dez bantustões estabelecidos na África do Sul, apenas dois deles possuíam um território indivisível. Os outros oito foram fragmentados em zonas separadas, em alguns casos até dez deles, isolados um do outro. Por causa disso, sair de uma área para outra dentro de um mesmo bantustão implicava frequentemente a necessidade de passar por um território em que alguém era considerado estrangeiro, visto que a Lei da Cidadania dos Bantustões acabou com a cidadania sul-africana aos residentes dos bantustões.
No Sudoeste Africano, embora a população total desses países fosse relativamente baixa, as características climáticas da maioria dos territórios onde foram encontradas significaram que, apesar da baixa densidade populacional em termos absolutos, essa densidade era alta, quando foi calculado com base na precipitação anual per capita. Essa alta densidade relativa, somada ao fato de ser atribuída a áreas com solos de baixa qualidade, significava para os habitantes dos bantustões uma baixa produção per capita de energia calórica per capita como resultado de suas atividades agrícolas e pecuárias; que contrastava com as fazendas comerciais dos territórios controlados pelos brancos.

### Economia
A qualidade de vida nos bantustões era muito baixa e com uma economia muito pobre. As dificuldades econômicas eram o resultado direto das políticas do governo sul-africano. As oportunidades de emprego eram praticamente nulas. Com exceção de Bofutatsuana, que possuía uma infraestrutura de mineração, em geral os únicos setores de certa relevância, capazes de gerar renda significativa, eram aqueles relacionados a cassinos e clubes de striptease, atividades que o governo do Partido Nacional havia proibido na África do Sul, devido ao partido considerá-los imorais.
As oportunidades oferecidas por esses serviços, em virtude do influxo de moeda estrangeira de visitantes estrangeiros com bom poder aquisitivo, levaram, em alguns casos, os membros da elite local a construir verdadeiros complexos turísticos, como a mundialmente famosa Sun City em Bofutatsuana.
No entanto, esses casos eram excepcionais. As economias desses países, em geral, baseavam-se nos subsídios que continuamente eram fornecidos pelo governo sul-africano. Isso foi demonstrado, por exemplo, com o caso da Transquei, para o qual, em 1985, as transferências diretas do governo de Pretória representavam 85% de sua receita naquele ano. Em termos agregados, as economias dos bantustões representavam apenas 3% do produto interno bruto da África do Sul. Considerando a correlação entre as variáveis macroeconômicas de produto e renda, esses números testemunham a insolvência financeira dos bantustões e ilustram seu grau de dependência dos fundos fornecidos pela África do Sul.
Estatísticas geralmente consideradas favoráveis à África do Sul estimaram o desemprego médio em 20%. As fontes de trabalho local mal podiam absorver um terço da população economicamente ativa que entrava no mercado de trabalho a cada ano. Milhões de habitantes desses territórios foram forçados a procurar emprego como trabalhadores estrangeiros, e deveriam receber uma permissão especial para entrar nas áreas onde havia demanda de trabalho. Na prática, os trabalhadores não eram autorizados a deixar o território para procurar trabalho por conta própria. As empresas enviavam uma lista dos cargos que necessitavam ao Escritório Central de Emprego, que então era enviado para os bantustões, e que recrutava e designava os empregos.
A maioria dos trabalhadores passou meses inteiros isolados de suas famílias. Os mais sortudos conseguiram empregos em fábricas localizadas nas proximidades de seus territórios. O êxodo de trabalhadores atingiu níveis surpreendentes - 65% da população total de Bofutatsuana trabalhava fora do seu próprio país. Em 1984, 60% da renda de Bofutatsuana provinha dos salários dos habitantes que trabalhavam fora do território.
A propósito, as políticas de desenvolvimento separado, em alguns casos paradoxais, ajudaram o desenvolvimento de outras zonas que fazem fronteira com essas jurisdições. Algumas empresas instalaram suas fábricas na periferia dos bantustões, pois dessa forma conseguiram acesso à enorme reserva de trabalhadores localizada do outro lado da fronteira, ansiosos para encontrar emprego e, por isso, suscetíveis de serem contratados custo e em condições especialmente atraentes para o empregador. Apenas no caso de Bofutatsuana, 163 mil trabalhadores migraram diariamente do território para comparecer ao seu trabalho, retornando às suas terras natais no final do dia.
Uma economia pobre também se traduziu em precariedade crônica na prestação de serviços públicos, como educação e saúde. Em alguns territórios, a expectativa de vida ao nascer mal chegava a 41 anos. Estatísticas comparativas mostram que, enquanto a África do Sul tinha um médico e uma cama de hospital a cada 400 brancos e 61, respectivamente, os números nos bantustões eram um médico e uma cama para cada 16.000 a 224 negros, respectivamente.
Além disso, os governos locais possuíam muita corrupção administrativa, em parte devido à alocação de recursos que não são negociados livremente nas mãos de vários agentes econômicos, mas tais decisões eram em grande parte centralizadas sob a tutela do estado de apartheid e a estrutura burocrática que servia a seus interesses.
Por essas e muitas outras razões, os bantustões não eram exatamente populares entre a população urbana negra. Muitos desses colonos foram transferidos caprichosamente para territórios onde eles nunca viveram ou nem sequer conheceram, e que muitas vezes dos quais não eram originários. Isto deveu-se à designação arbitrária do grupo étnico a que pertenciam, o que aconteceu especialmente em casos de ascendência racial mista.
Os líderes dos bantustões eram amplamente vistos como colaboracionistas com o apartheid, embora alguns tenham conseguido conquistar seguidores. A maioria dos líderes rejeitaram a independência devido à sua rejeição ao "desenvolvimento separado" e ao compromisso de se opor ao apartheid de dentro do sistema, enquanto outros acreditavam que a independência nominal apresentava uma oportunidade para construir uma sociedade livre da discriminação racial. Em geral, os líderes dos bantustões não se esquivavam de atacar as políticas raciais do governo sul-africano e exigiam a revogação das leis do apartheid (que foram revogadas em estados nominalmente independentes). Uma solução federal foi ocasionalmente discutida, tanto pelos governos dos bantustões quanto pelos partidos da oposição na África do Sul.

## Dissolução
Em janeiro de 1985, o presidente P. W. Botha declarou que os negros na África do Sul não seriam mais privados da cidadania sul-africana em favor da cidadania bantustana e que os cidadãos negros dentro dos bantustões independentes poderiam solicitar novamente a cidadania sul-africana; Frederik de Klerk declarou em nome do Partido Nacional durante a eleição geral de 1987 que "todos os esforços para virar a maré [dos trabalhadores negros] que fluem para as áreas urbanas fracassaram. Não ajuda a nos enganar sobre isso. A economia exige a permanente presença da maioria dos negros em áreas urbanas... Eles não podem ficar na África do Sul ano após ano sem representação política."
O primeiro sistema de bantustões a ser abolido foi o do Sudoeste Africano. Neste caso, o processo de dissolução desses Estados começou como uma conseqüência natural de um acordo feito em 1988, pelo qual a África do Sul prometeu abandonar a ocupação e administração de toda a Namíbia - após sete meses de intensas negociações em Londres no Reino Unido, um processo liderado por equipe mediadora dos Estados Unidos, chefiada por Chester Crocker, e na qual também participaram representantes de Angola, Cuba e África do Sul, com a presença da União Soviética como observadora.
Em dezembro de 1988, foram assinados acordos definitivos que permitiram que as forças armadas dos países envolvidos na guerra abandonassem o território do sudoeste da África. Em 1º de abril de 1989, a implementação da Resolução Nº 435 do Conselho de Segurança das Nações Unidas começou formalmente, quando o sul-africano Louis Pienaar começou a administrar, com a ajuda de Martti Ahtisaari como chefe do Grupo de Assistência à Transição das Nações Unidas (UNTAG), a passagem operacional do território do Sudoeste Africano para a Namíbia, já independente. Um mês depois, os bantustões foram abolidos.
Em fevereiro de 1989, o presidente P.W. Botha sofreu um derrame e foi substituído por Frederik de Klerk. Em seu primeiro discurso como presidente, em fevereiro de 1990, de Klerk anunciou que iniciaria um processo de eliminação de leis discriminatórias e que levantaria a proibição contra partidos políticos ilegais, incluindo o principal e mais relevante partido negro da oposição anti-apartheid, o Congresso Nacional Africano (CNA), que havia sido declarado ilegal 30 anos antes. Em março do mesmo ano, Frederik de Klerk, anunciou que seu governo não concederia independência a mais bantustões.
Entre 1990 e 1991, o sistema legal em que o apartheid era baseado foi desmantelado aos poucos. Em março de 1992, na última ocasião em que somente os brancos votaram, um referendo outorgou poderes ao governo para avançar as negociações para uma nova constituição com o CNA e outros grupos políticos. Elas duraram longos meses, mas finalmente as partes chegaram a um acordo sobre um projeto de constituição e uma data provisória para as novas eleições: elas ocorreriam entre 27 e 29 de abril de 1994.
Antes das eleições, os bantustões foram dissolvidos, e seus territórios foram reanexados à África do Sul. Os bantustões foram formalmente abolidos no primeiro dia das eleições, em 27 de abril de 1994 - desde então, essa data, hoje chamada de Dia da Liberdade, é celebrada como um feriado nacional na África do Sul. A partir desse mesmo ano, a maior parte do país foi constitucionalmente redividida em novas províncias. No entanto, a dissolução dos bantustões não resultou na calma, paz e alegria esperadas. As elites políticas locais, que durante anos se beneficiaram de seu status de governantes dos bantustões, se opuseram ao processo de reformas que estavam em andamento. O desmantelamento das terras natais de Boputatsuana e Cisquei foi particularmente difícil. Em Ciskei, as forças de segurança sul-africanas tiveram que intervir em março de 1994 para neutralizar uma crise política.
O caso que mais causou conflitos foi o de Bofutatsuana. O líder do bantustão, Lucas Mangope, declarou que Bofutatsuana não participaria das próximas eleições. A população que estava ansiosa para participar foi às ruas para protestar. Um grupo de extrema-direita, o Movimento de Resistência Africâner, que se opôs às reformas, queria tirar proveito da situação para causar mais inquietação e revolta na esperança de que a violência iria criar um caos que forçasse o cancelamento de processos de reforma política. Os membros armados do AWB entraram em Bofutatsuana e estiveram envolvidos em vários atos violentos; alguns flagrados pelas câmeras da imprensa estrangeira. Os motins da população em oposição a Mangope fizeram de sua situação insustentável, e ele foi substituído por um governo interino que coordenou por alguns dias o processo de dissolução na incorporação no processo eleitoral.
Os líderes de Ciskei também se recusaram a participar das primeiras eleições multirraciais no país e ameaçaram boicotar o processo. Os funcionários do governo no território entraram em greve porque foram informados de que, uma vez incorporados na África do Sul, perderiam seus empregos e aposentadorias. Ocorreu uma revolta e, antes do caos, Oupa Gqozo, que desde 1990, governava de forma ditatorial, foi forçado a renunciar.

## Bantustões na África do Sul
Os bantustões estão listados abaixo com o grupo étnico para o qual cada um deles foi designado. Quatro eram nominalmente independentes (os chamados estados TBVC: Transquei, Bofutatswana, Venda e Ciskei). Os outros seis possuíam autogoverno limitado:

#### Estados nominalmente independentes

Mapa dos bantustões na África do Sul no final do apartheid em 1994

| Bantustão    | Capital     | Povo    | Anos      |
| ------------ | ----------- | ------- | --------- |
| Transquei    | Umtata      | Xossas  | 1976–1994 |
| Boputatsuana | Mmabatho    | Tsuanas | 1977–1994 |
| Venda        | Thohoyandou | Venda   | 1979–1994 |
| Cisquei      | Bisho       | Xossas  | 1981–1994 |

#### Bantustões autogovernados
| Bantustão  | Capital                               | Tribo                    | Anos      |
| ---------- | ------------------------------------- | ------------------------ | --------- |
| Gazankulu  | Giyani                                | Tsongas (changanas)      | 1971–1994 |
| Lebowa     | Lebowakgomo                           | Sotos do norte (sepedis) | 1972–1994 |
| QwaQwa     | Phuthaditjhaba                        | Sotos do Sul             | 1974–1994 |
| KaNgwane   | Schoemansdal (de facto) Louieville    | Suázis                   | 1981–1994 |
| Cuandebele | KwaMhlanga                            | Andebeles                | 1981–1994 |
| Cuazulo    | Nongoma (até 1980) Ulundi (1980–1994) | Zulus                    | 1981–1994 |

O primeiro bantustão a ser criado foi o Transquei, sob a liderança do chefe Kaizer Daliwonga Matanzima na província do Cabo para o grupo étnico Xhosa. O KwaZulu, criado para o grupo étnico zulu na província de Natal, era liderada por um membro do chefe da família real zulu Mangosuthu ("Gatsha") Buthelezi em nome do rei zulu.
Lesoto e Suazilândia não eram bantustões sul-africanos; eles são países independentes e ex-protetorados britânicos. A Suazilândia faz fronteira majoritariamente com a África do Sul e o Lesoto é um país localizado dentro de um enclave rodeado pelo território sul-africano. Tanto a Suazilândia quanto o Lesoto são quase totalmente dependentes da África do Sul. Eles nunca tiveram nenhuma dependência política formal da África do Sul e foram reconhecidos como estados soberanos pela comunidade internacional desde que o Reino Unido concedeu a independência desses países na década de 1960.

### Bantustões no Sudoeste Africano

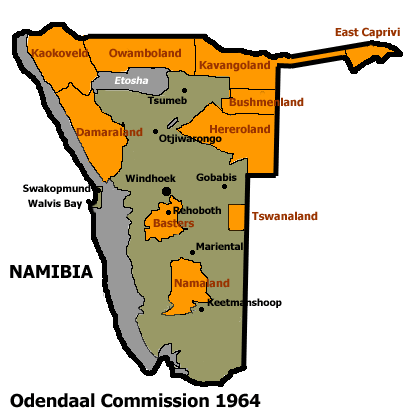
Mapa da divisão em bantustões segundo o Plano Odendaal. Em cinza, o Parque Nacional Etosha.

Começando em 1968, e seguindo as recomendações de 1964 da comissão chefiada por Fox Odendaal, bantustões similares aos da África do Sul foram estabelecidos no território do Sudoeste Africano (atual Namíbia). Em julho de 1980, o sistema foi mudado para um dos governos separados, com base apenas na etnia e não na geografia. (O termo "bantustão" poderia ter sido impróprio neste contexto, uma vez que alguns dos grupos étnicos envolvidos eram os khoisans e não os bantus, e os Rehoboth Basters são um caso complexo). Esses governos foram abolidos em maio de 1989, no início da transição para a independência. Das dez homelands estabelecidas no Sudoeste Africano, apenas quatro receberam autogoverno.
| Bantustan        | Capital       | Anos      | Tribo mais representada |
| ---------------- | ------------- | --------- | ----------------------- |
| Caprivi do Leste | Katima Mulilo | 1972–1989 | Lozi                    |
| Hereroland       | Okakarara     | 1970–1989 | Hereros                 |
| Ovamboland       | Ondangwa      | 1973–1989 | Ovambos                 |
| Kavangoland      | Rundu         | 1973–1989 | Kavango                 |